# Vadsjöviken
Vadsjöviken är en vik i Söderfjärden i Storby i Eckerö kommun på Åland. Viken är cirka 1,1 kilometer bred och sträcker sig mellan Holmskatan i väster och Öra i öster. Råttgrund är en ö i viken.